# إرين إردم
إرين إردم هو صحفي وسياسي تركي، ولد في 14 أغسطس 1986 في الفاتح في تركيا. نشط حزبياً في حزب الشعب الجمهوري. وقد انتخب عضو في البرلمان التركي عن دائرة Istanbul (3rd electoral district) ‏ خلال فترته النيابية ‏.